# Thure Leonard Klinckowström
Thure Leonard Klinckowström, född 29 december 1735, död 23 november 1821 i Stockholm, var en svensk friherre, överstemarskalk, en av rikets herrar samt president i Wismarska tribunalet.

## Bakgrund
Thure Leonard Klinckowström var son till friherre Thure Gustaf Klinckowström och dennes maka Maria Charlotta von Borcken. Efter faderns död övertog han fideikommisset Rinkesta i Ärla socken. Han blev kanslijunkare samt kammarherre 1764. Sedan verkade han främst inom det kungliga hovet där han 1782 blev hovmarskalk hos drottning Sofia Magdalena, samma år blev han även utsedd till president för Wismarska tribunalet i Wismar. 1797 blev han överstemarskalk hos den nya drottningen Fredrika.
Han gifte sig första gången den 21 maj 1768 med friherrinnan Carolina Sophia von Lantinghausen, dotter till generallöjtnanten och överståthållaren Jakob Albrekt von Lantinghausen; dock dog hon redan 7 maj 1769. Sitt andra äktenskap ingick han med Hedvig Eleonora von Fersen 29 oktober 1773; med henne han fick fyra barn.
Thure Jacob Klickowström var far till Axel Leonhard Klinckowström.

## Ordnar och utmärkelser
- Riddare av Nordstjärneorden, 1782
- En av rikets herrar, 1795
- Riddare och kommendör av Kungl. Maj:ts Orden (Serafimerorden), 1797
- Riddare av Carl XIII:s orden, 1811